# Physics of the Impossible
Physics of the Impossible: A Scientific Exploration into the World of Phasers, Force Fields, Teleportation, and Time Travel är en bok av den teoretiska fysikern Michio Kaku som utgavs 2008. Kaku diskuterar spekulativ teknik för att införa ämnen om grundläggande fysik för läsaren.